# J. Curry Street
Jabez Curry Street (5 de maio de 1906 – 7 de novembro de 1989) foi um físico norte-americano, co-descobridor de partículas atômicas chamadas múons. Street também se destacou por liderar o grupo do MIT que criou sistemas de radar terrestres e marítimos. Ele também dirigiu o desenvolvimento do Sistema de Navegação LORAN, que é usado mundialmente para fins de navegação. Street foi presidente do departamento de física da Universidade de Harvard e diretor interino do Cambridge Electron Accelerator, membro da Academia Nacional de Ciências. A National Academies Press o chamou de "um físico experimental ousadamente inovador, cujas descobertas em raios cósmicos influenciaram decisivamente o curso da física de altas energias".